# Cedros de Deus
Os cedros de Deus, também conhecidos como Os cedros do Senhor ou Horsh Arz el-Rab, são um conjunto de cedros-do-libano remanescentes e os últimos sobreviventes das imensas florestas que cobriam as cercanias do Monte Líbano antigamente.
Sua madeira foi explorada pelos assírios, babilônios e persas, assim como pelos fenícios. Era empregada pelos antigos egípcios para construir barcos e foi utilizada por Salomão para construir o primeiro Templo de Jerusalém.

## História
Houve época em que o Líbano era coberto por florestas de cedro, árvore que é o símbolo do país. Hoje, após séculos de persistente exploração, a extensão destas florestas herdadas está muito reduzida. As árvores sobrevivem em áreas montanhosas, onde predominam supremas.
Nas encostas do Monte Makmel, no Vale do Kadisha, numa altitude de mais de 2.000 metros estão os cedros de Deus, um conjunto de maravilhosas árvores milenárias. Quatro delas tem mais de  35 metros de altura e seus troncos mais de quatorze metros de circunferência.
O interesse por elas vem desde 1876, quando 102 hectares foram cercados por um muro de pedra, financiado pela rainha Vitória, para proteger as árvores novas das cabras que se alimentavam delas.
Em 1998, os cedros de Deus foram adicionados à lista do Patrimônio Mundial, da UNESCO.  A floresta hoje em dia é rigorosamente protegida, passeios só acompanhado de um guia autorizado.
Recentemente limparam a terra de detritos, trataram as plantas doentes e adubaram o solo. Esforços para replantar árvores só serão apreciados em décadas, pois elas crescem muito devagar.

## Referências em textos antigos

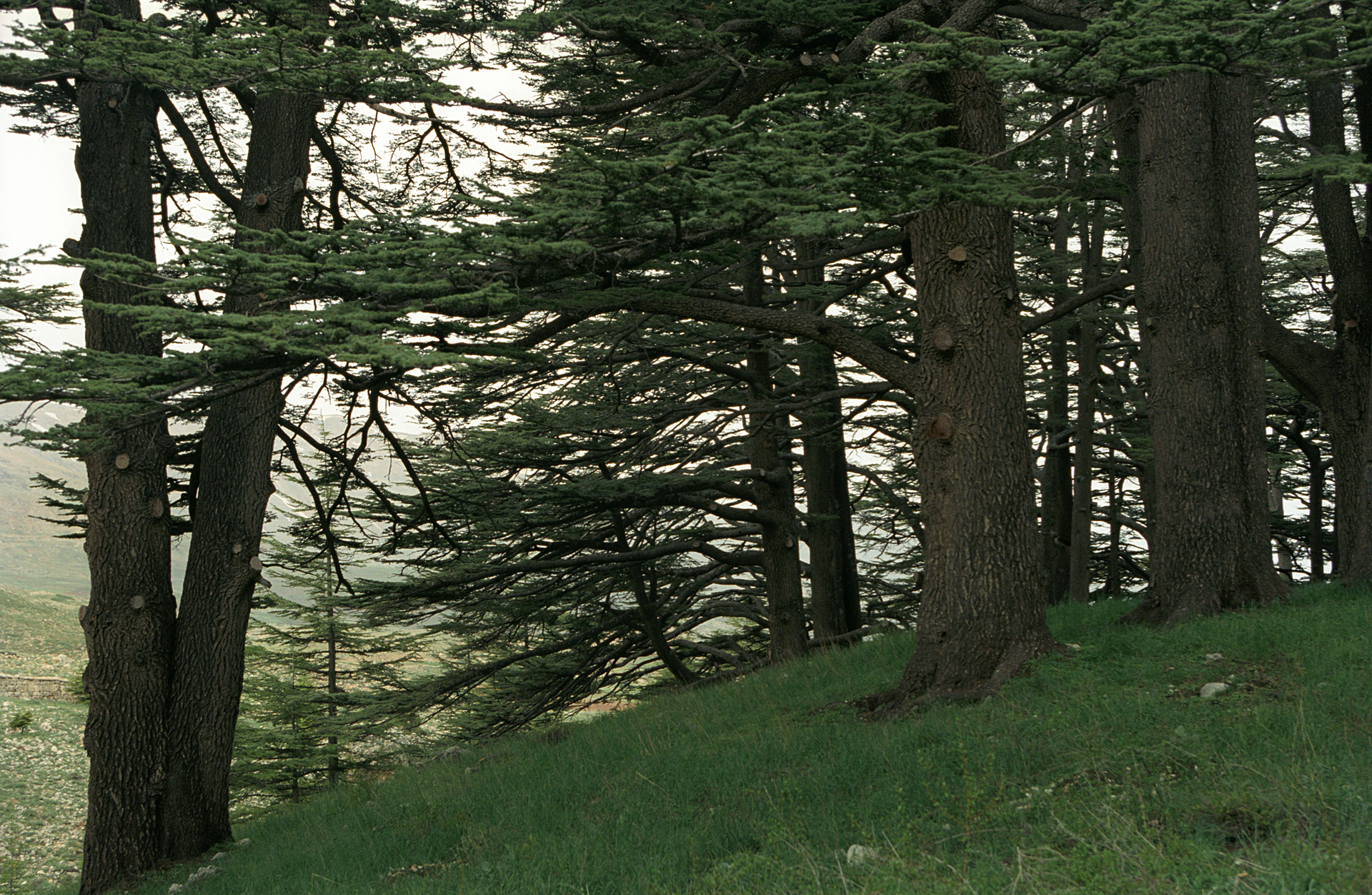
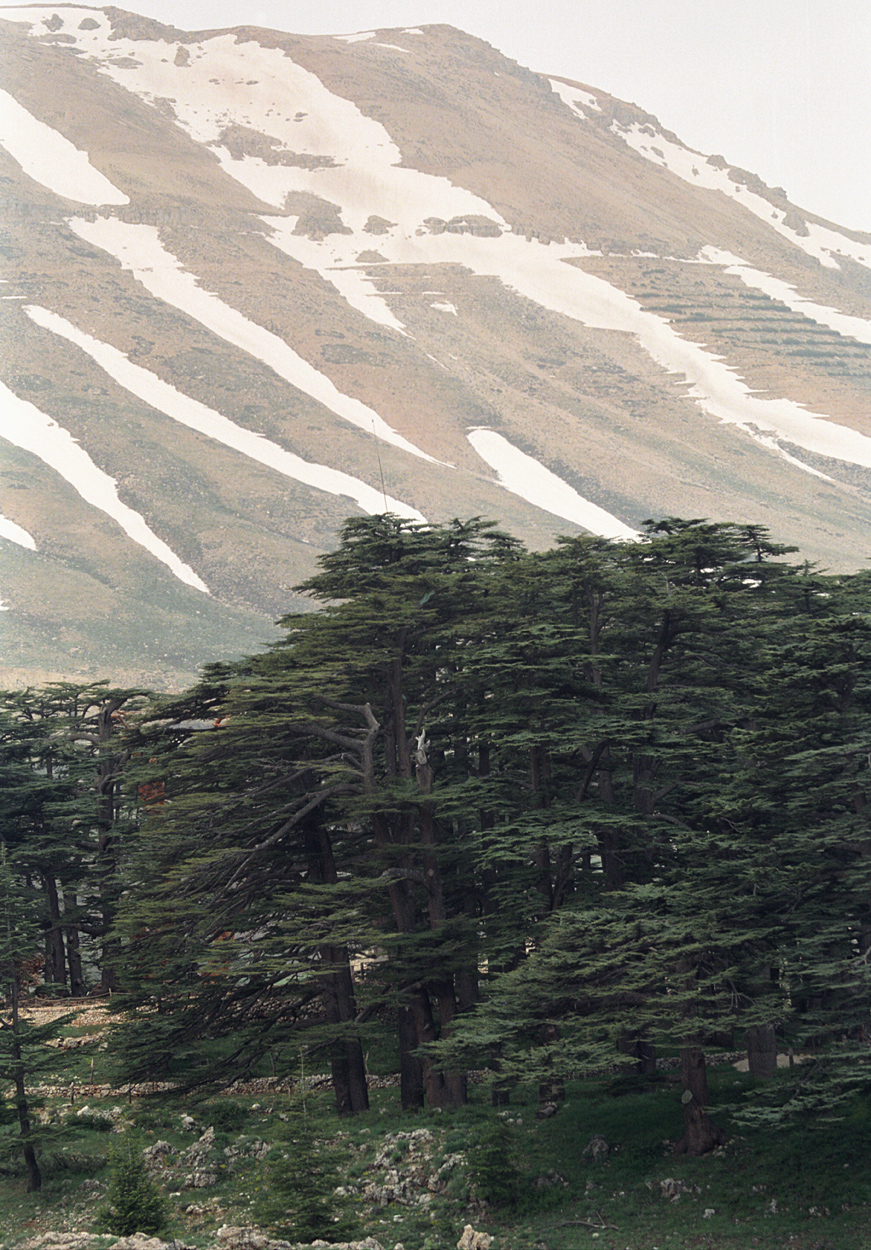
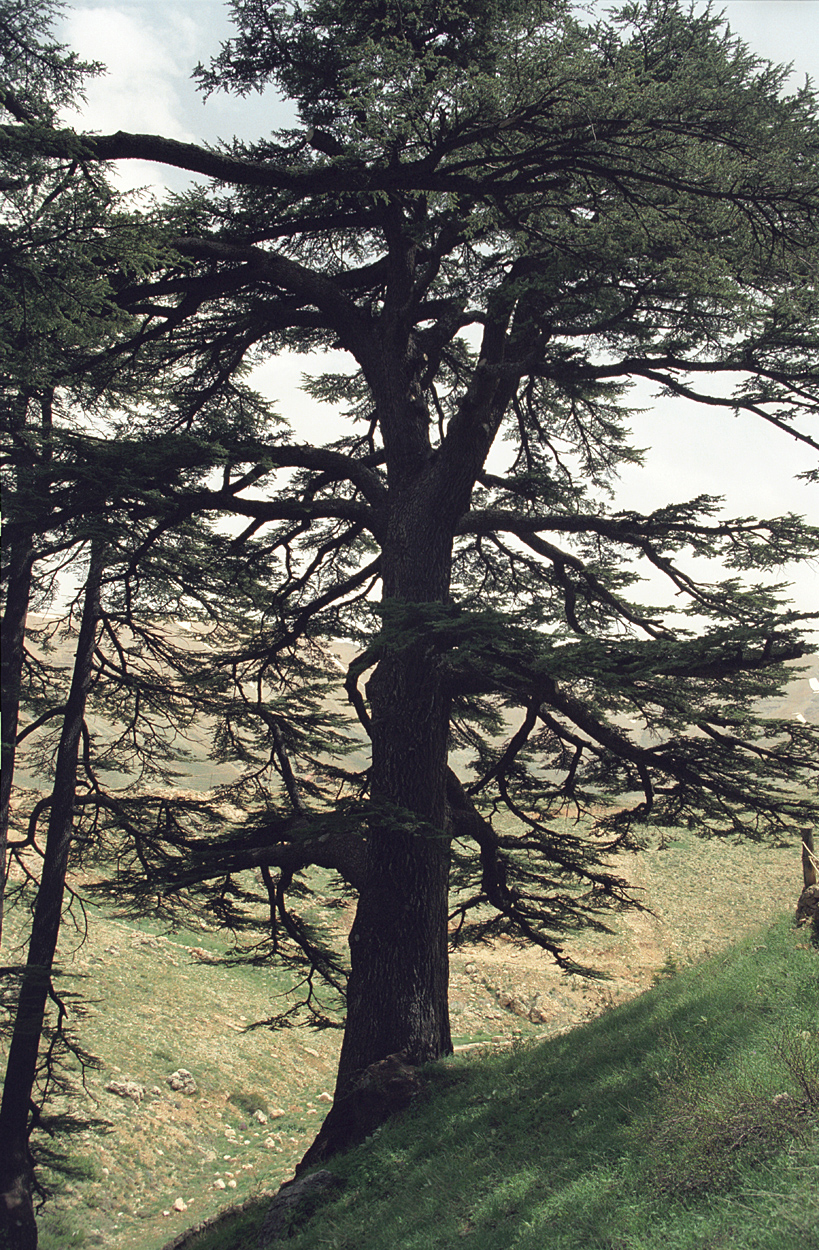
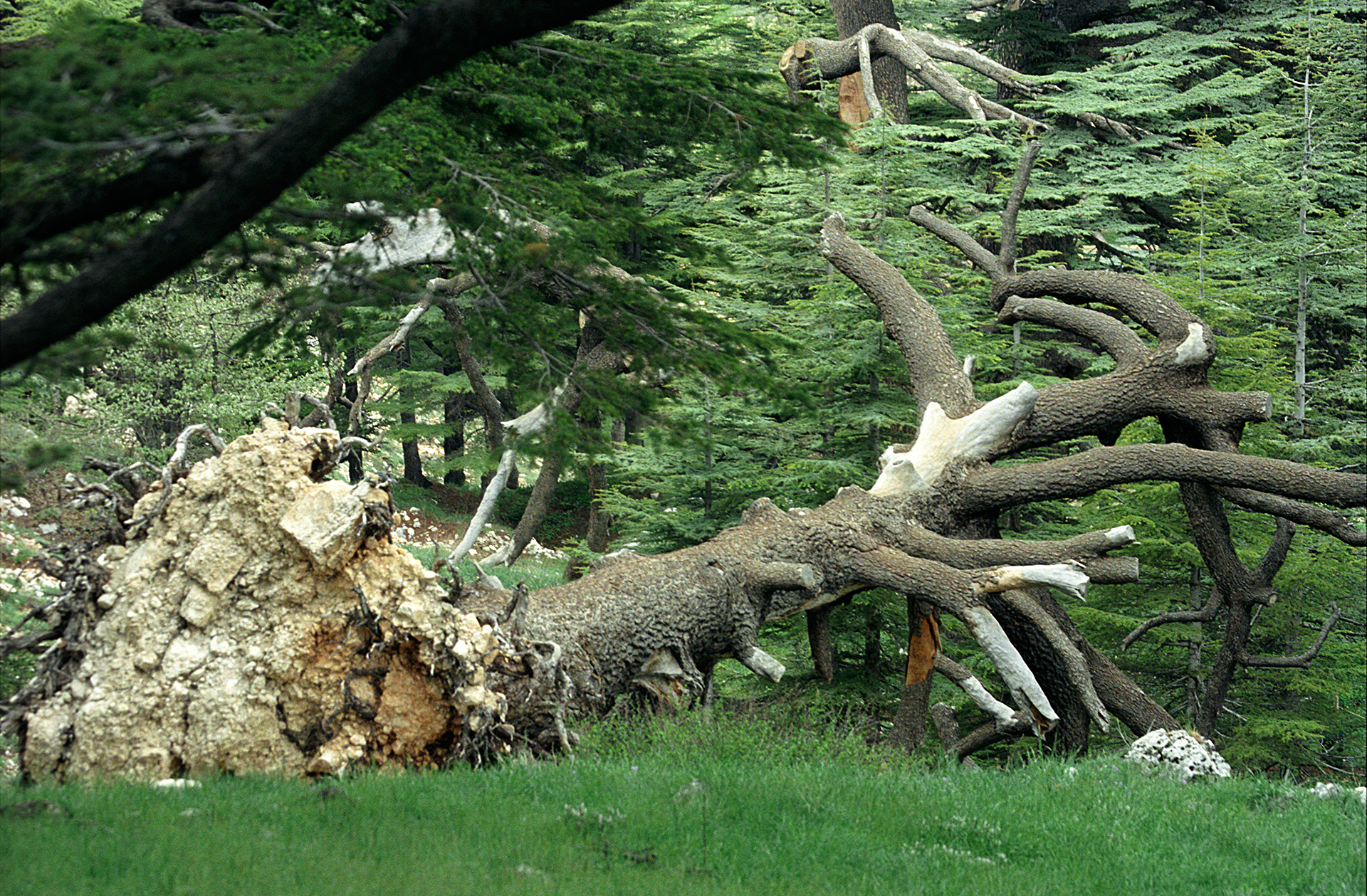